# دختر رؤیایی ۲
دختر رؤیایی ۲ (انگلیسی: Dream Girl 2) فیلم هندی کمدی-درام هندی-زبان، محصول سال ۲۰۲۳ است که کارگردان آن راج شاندیلیا بوده و توسط اکتا کاپور و شبها کاپور زیر نظر بالاجی موشن پیکچرز ساخته شد. در این فیلم که دنباله معنوی فیلم دختر رؤیایی (۲۰۱۹) است، نقش‌های اصلی را آیوشمان کورانا به همراه گروه بازیگرانی شامل آنانیا پاندی، پارش راوال، آنو کاپور، راجپال یاداو، ویجای راز، آسرانی، آبیشک بانرجی، مانجوت سینگ و سیما پاهوا بازی کرده‌اند. داستان فیلم دربارهٔ مرد جوانی است که لباس زنانه بر تن می‌کند و خود را به شکل زن درآورده و باعث بی نظمی و سردرگمی می‌شود.
فیلمبرداری اصلی در ماه اوت ۲۰۲۲ شروع و در ماه مارس ۲۰۲۳ خاتمه پیدا کرد. فیلم در روز ۲۵ اوت ۲۰۲۳ اکران شد.